# Cinara antennalis
Cinara antennalis är en insektsart som beskrevs av Remaudière, G. och Binazzi 2003. Cinara antennalis ingår i släktet Cinara och familjen långrörsbladlöss. Inga underarter finns listade i Catalogue of Life.